# San Miguel de Aguayo
San Miguel de Aguayo egy község Spanyolországban, Kantábria autonóm közösségben. San Miguel de Aguayo Molledo, Luena, Campoo de Yuso, Santiurde de Reinosa, Pesquera és Bárcena de Pie de Concha községekkel határos. Lakosainak száma 168 fő (2024).

## Népesség
A település népessége az elmúlt években az alábbi módon változott:
| Lakosok száma | 151  | 151  | 149  | 157  | 174  | 174  | 154  | 140  | 154  | 168  |
|               | 2001 | 2004 | 2007 | 2009 | 2012 | 2014 | 2017 | 2019 | 2022 | 2024 |